# Subobjeto
Na teoria das categorias, um ramo da matemática, um subobjeto é, grosso modo, um objeto que está dentro de outro objeto da mesma categoria. A noção é uma generalização dos conceitos de subconjunto (da teoria de conjuntos) e subgrupo (da teoria de grupos). Uma vez que a real estrutura dos objetos é irrelevante na teoria de categorias, e não há necessariamente um conceito de "elemento", a definição de subobjeto se baseia em um morfismo que descreve como um objeto se situa dentro de outro.

## Definição
Seja C uma categoria. Para monomorfismos u : s → a e v : t → a em C, de contradomínios iguais, escreve-se u ≤ v quando u = v ∘ u′ para alguma seta u′ : s → t. (Pode-se ver que há no máximo uma seta u′ com essa propriedade, e, quando existe, u′ é um monomorfismo.) Então, ≤ define uma pré-ordem, de modo que
u ≡ v se e só se u ≤ v e v ≤ u
define uma relação de equivalência. Um subobjeto de a é uma classe de equivalência (em ≡) de monomorfismos de contradomínio a.

### Exemplos
- Na categoria dos conjuntos Set, os subobjetos de A correspondem biunivocamente aos subconjuntos de A. De fatos, dados monomorfismos (isto é, funções injetivas) u : S → A e v : T → A, vale que u ≤ v se e só se a imagem de u está contida na imagem de v. Cada subconjunto S ⊆ A se associa ao subobjeto que é a classe de equivalência do monomorfismo S → A dado pela inclusão.[4]
- Similarmente, na categoria dos grupos Grp, os subobjetos correspondem a subgrupos; na categoria dos anéis Anel, os subobjetos correspondem a subanéis; etc.[4]
- Porém, na categoria dos espaços topológicos Top, os subobjetos comuns não correspondem aos subespaços. O motivo é que há monomorfismos (isto é, funções contínuas injetivas) para os quais o domínio tem topologia mais fina do que o contradomínio. Isso pode ser resolvido considerando uma classe menor de subobjetos, como subobjetos regulares.[5]

## Tipos de subobjetos
Por vezes, pode ser útil restringir a atenção a uma classe menor de monomorfismos.
- Um monomorfismo u : s → a é dito ser um monomorfismo regular quando u é equalizador de alguma dupla de morfismos f, g : a → b.[6]
- Um monomorfismo u : s → a é dito ser um monomorfismo extremal quando, para quaisquer morfismos e : s → s′ e f : s′ → a tais que e é epimorfismo e u = f ∘ e, vale que e é um isomorfismo.[7]

Desse modo, usando-se as mesmas relações ≤ e ≡, uma subobjeto regular (respectivamente extremal) é uma classe de equivalência de monomorfismos regulares (respectivamente extremais) de mesmos contradomínios.
A seguir, alguns exemplos.
- Na categoria Set, todo monomorfismo é regular. Com efeito, um monomorfismo u : S → A é equalizador da dupla f, g : A → {0, 1}, onde f é a função constantemente um e g é a função característica da imagem de u. Similarmente, todo monomorfismo em Set é extremal.[8][9]
- Na categoria Top, um monomorfismo u : S → A é extremal se e só se sua correstrição é homeomorfismo S → im(u). Com efeito, numa direção, se u : S → A é monomorfismo extremal, escrevendo-se u = f ∘ e, onde e : S → im(u) é a correstrição de u e onde f : im(u) → A é a inclusão, como e é sobrejetivo (logo epimorfismo), é um isomorfismo (isto é, homeomorfismo). Na categoria Top, um monomorfismo é regular precisamente quando é extremal. Desse modo, os subobjetos regulares e extremais em Top correspondem precisamente a subespaços.[8][9]
- Na categoria de espaços topológicos de Hausdorff Haus, um monomonorfismo u : S → A é extremal se e só se é regular, se e só se a correstrição de u é homeomorfismo S → im(u) e im(u) é subespaço fechado de A. Desse modo, os subobjetos regulares e extremais em Haus correspondem precisamente a subespaços fechados.[9]
- Na categoria Grp, todo monomorfismo é regular.[10]
- Na categoria Anel, a inclusão ℤ → ℚ é um monomorfismo não regular.[8]

### Propriedades
- Toda seção é um monomorfismo regular.[11]
- Todo monomorfismo regular é extremal. Mais geralmente, se f é monomorfismo extremal e g é monomorfismo regular, então g ∘ f é monomorfismo extremal.[12]
- Todo monomorfismo extremal que é epimorfismo é um isomorfismo.[13]
- Um ínfimo de uma família (ui : si → a)i ∈ I de monomorfismos de mesmo contradomínio é o mesmo que um produto fibrado (pullback) v : s → a dessa família. (O ínfimo da família dos subobjetos correspondentes também é chamado de interseção.)[2]

## Objeto quociente
Um objeto quociente numa categoria C é um subobjeto na categoria oposta Cop.
Expande-se essa definição. Para epimorfismos p : a → s e q : a → t, escreve-se p ≤ q quando p = p′ ∘ q para alguma seta p′ : t → s. A relação ≡ é definida como antes, e um objeto quociente é uma classe de equivalência de epimorfismos de mesmo domínio.
Um epimorfismo p : a → s é dito ser um epimorfismo regular quando p é coequalizador de alguma dupla f, g : b → a. Um epimorfismo p : a → s é dito ser epimorfismo extremal quando, em cada fatoração p = m ∘ f na qual m é monomorfismo, vale que m é isomorfismo.
Alguns exemplos.
- Na categoria Set, objetos quocientes de A correspondem biunivocamente a relações de equivalência em A.[17]
- Na categoria Grp, todo epimorfismo é regular;[10] também, objetos quocientes de grupo A correspondem biunivocamente a relações de equivalência em A que preservam a operação, isto é, correspondem biunivocamente a subgrupos normais de A.[17]
- Na categoria Anel, objetos quocientes regulares de anel A e objetos quocientes extremais coincidem, e correspondem biunivocamente a ideais de A.[17]
- Na categoria dos espaços compactos de Hausdorff, os objetos quociente de A correspondem biunivocamente a relações de equivalência em A de gráfico sendo subconjunto fechado de A × A.[17]